# Bweme
Bweme est un village du Cameroun situé dans la commune de Toko, une des 9 communes du département du Ndian de la Région du Sud-Ouest. 

## Géographie
La localité se situe à 1 532 m d'altitude.

## Population
Le village comptait 255 habitants en 1953, 283 en 1968-1969 et 136 en 1972, principalement des Ngolo.
Selon le recensement de 2005, 115 personnes y ont été dénombrées. Le chef du village se nomme Masango Iselle.

## Religion
Comme le reste de l'arrondissement, Bweme est un village principalement chrétien, doté d'une école presbytérienne.